# バルティカ大陸

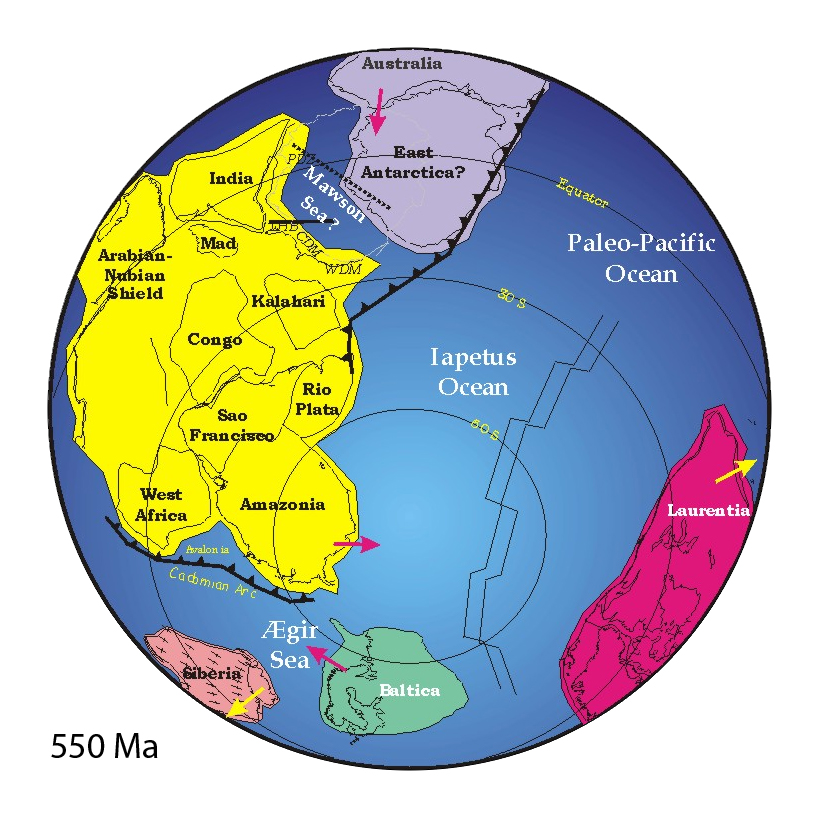
5億5千年前のバルティカ（緑色の部分）

バルティカ大陸（バルティカたいりく、Baltica）は、原生代後期から古生代初期にあったと考えられている大陸プレート。現在はユーラシア大陸の北西部を構成している東ヨーロッパ・クラトンに含まれている。
初期のバルティカ大陸は18億年前頃には発生したと考えられている。
東ヨーロッパクラトンを構成しているセグメントや大陸は地球上の異なる場所に位置していた。バルティカ大陸は時に単独の大陸として、時に初期の超大陸の一部として存在していた。

## 歴史
- - 18億年前、バルティカは主要な超大陸コロンビアの一部であった。
- - 15億年前、バルティカはアークティカ大陸（Arctica、カナダ楯状地とシベリア卓状地に相当する）および東南極クラトン（East Antarctica）とともに、やや小さな超大陸であるヌーナ大陸を構成していた。
- - 11億年前、超大陸ロディニアの一部であった。
- - 7億5千年前、やや小さな超大陸プロトローラシア（Proto-Laurasia）の一部であった。
- - 6億年前、主要な超大陸パノティアの一部分であった。
- - カンブリア紀、バルティカは大陸として独立。
- - デボン紀、バルティカはローレンシア大陸と衝突、やや小さな超大陸であるユーラメリカ大陸を形成。
- - ペルム紀、全ての主要な大陸は他の大陸と衝突、パンゲア大陸を形成。
- - ジュラ紀、パンゲアは二つの超大陸ローラシア大陸とゴンドワナ大陸に分裂し、バルティカはローラシアの一部となる。
- - 白亜紀、バルティカはユーラシア大陸の一部となる。
- - 現在、バルティカは、やや小さい超大陸であるアフロ・ユーラシア大陸の一部を成している。
- - 2億5000万年後、全ての大陸がぶつかりパンゲア・ウルティマ大陸もしくはアメイジア大陸を形成するとされ、バルティカはその一部となる。
- - 4億年後、パンゲア・ウルティマ（アメイジア）は分裂するとされるが、どのように分裂し、またバルティカがどの大陸の一部となるかは、だれにもわからない。